# Rejon Strășeni
Rejon Strășeni – rejon administracyjny w centralnej Mołdawii.

## Demografia
Liczba ludności w poszczególnych latach:
| 1959  | 1970  | 1979  | 1989  | 2004  | 2014  |
| ----- | ----- | ----- | ----- | ----- | ----- |
| 72592 | 85376 | 88723 | 92086 | 88900 | 92100 |